# Sáminuorra
Sáminuorra ("Samisk ungdom") är en svensk samisk landsomfattande ungdomsorganisation. Organisationen grundades år 1963.
Sáminuorra har sameföreningar och enskilda personer som medlemmar. År 2010 var 14 lokala sameföreningar, medlemmar. Föreningen hade också 298 enskilda medlemmar. Föreningen är ansluten till Landsrådet för Sveriges Ungdomsorganisationer (LSU).
Sáminuorra har två ordinarie platser i Sametingets ungdomsutskott. Föreningens kansli finns i Jokkmokk.
Sáminuorra gav tidigare ut medlemstidskriften Sáminuorat (översatt till svenska Unga samer), som omkring 2006 omvandlades till den fristående ungdomstidskriften Nuorat.

## Historik
På 1962 års landsmöte beslutade Svenska Samernas Riksförbund SSR att Svenska Samernas Riksförbunds Yngre råd skulle bildas. Yngre rådet hade egen styrelse och höll egna årsmöten. Yngre rådets uppgift skulle vara att tillvarata och befrämja sameungdomens ekonomiska, sociala, kulturella, rättsliga och administrativa intressen. Förbundet skulle också arbeta för att främja sameungdomens kunskap om och aktning för den samiska näringens och kulturens egenart och värde. Förbundets högsta beslutande organ är årsmötet och styrelsen fungerar som dess verkställande organ. Under 1969 - 1975 kom SSR:s Yngre Råd att omorganisera sig och nya stadgar antogs 1973. Stadgeändringen innebar att man antog namnet Sáminuorra, Svenska Samernas Riksungdomsförbund, och att man stod fritt från SSR.

## Ordförande
- 1963-1964 Karl-Erik Betsvall
- 1964-1965 Hildur Fjällberg
- 1965-1967 Hans Blackfjäll
- 1968-1969 Mats Bergqvist
- 1969-1975 Ingvar Åhren
- 1975-1982 Lars-Anders Baer
- 1982-1985 Aina Negga
- 1985-1989 Olov J Sikku
- 1989-1992 Britt Sparrock
- 1992-1993 Peter Blind
- 1993-1995 Maria Labba
- 1995-1997 Jörgen Stenberg
- 1997-1997 Torkel Stinnerbom
- 1997-2000 Elin Klemensson
- 2000-2002 Per-Jonas Parffa
- 2002-2004 Aslat Simma Labba
- 2004-2006 Brita Stina Sjaggo
- 2006-2009 Lars Miguel Utsi
- 2009-2011 Helena Omma
- 2011-2013 Mattias Harr
- 2013-2015 Per-Jonas Partapuoli
- 2015-2018 Isak Utsi
- 2018-2021 Sanna Vannar
- 2021-  Sara-Elvira Kuhmunen[5]